# Prażmowski-Palais

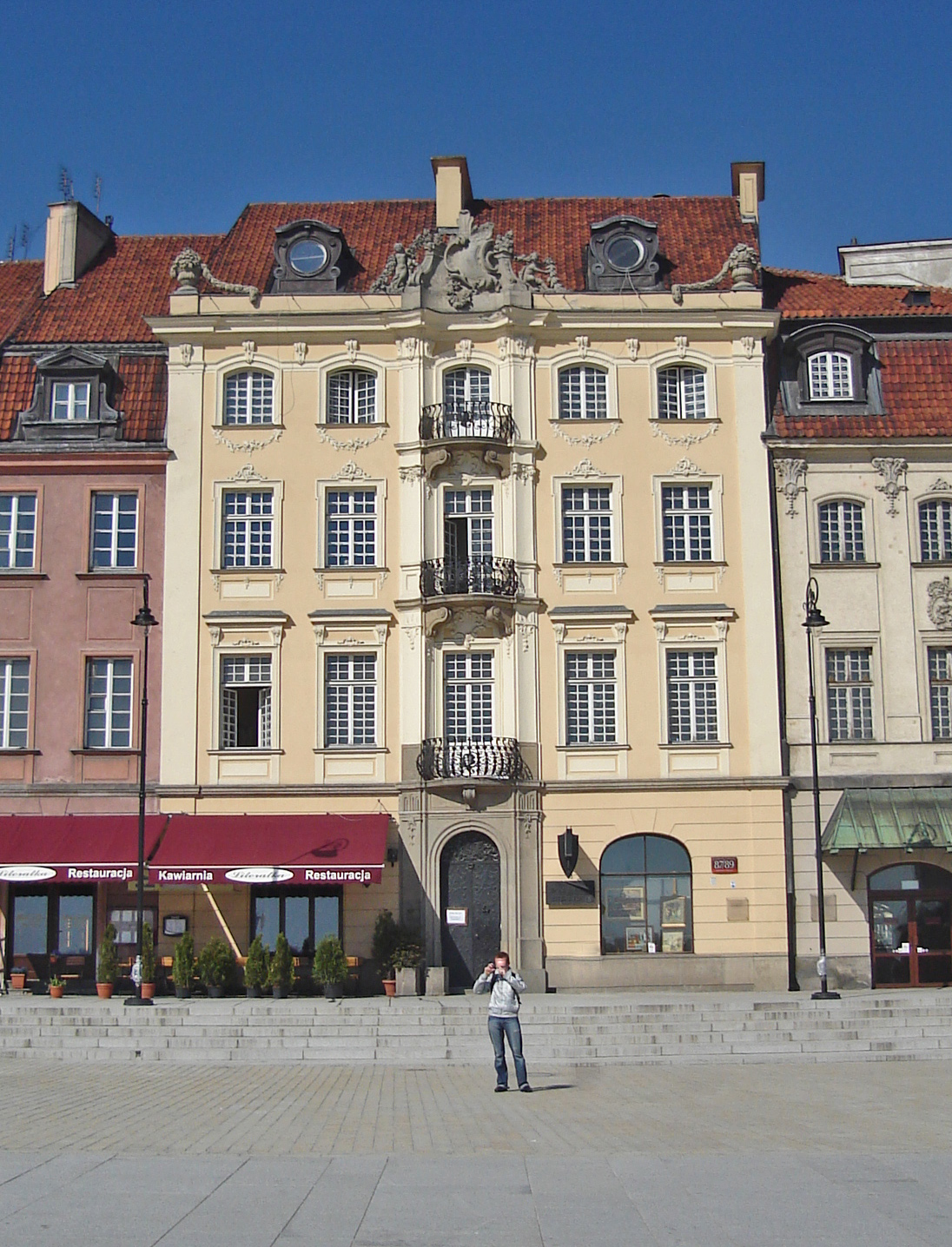
Die spätbarocke Frontfassade des Palais an der heute hier verkehrsberuhigten Ulica Krakowskie Przedmieście

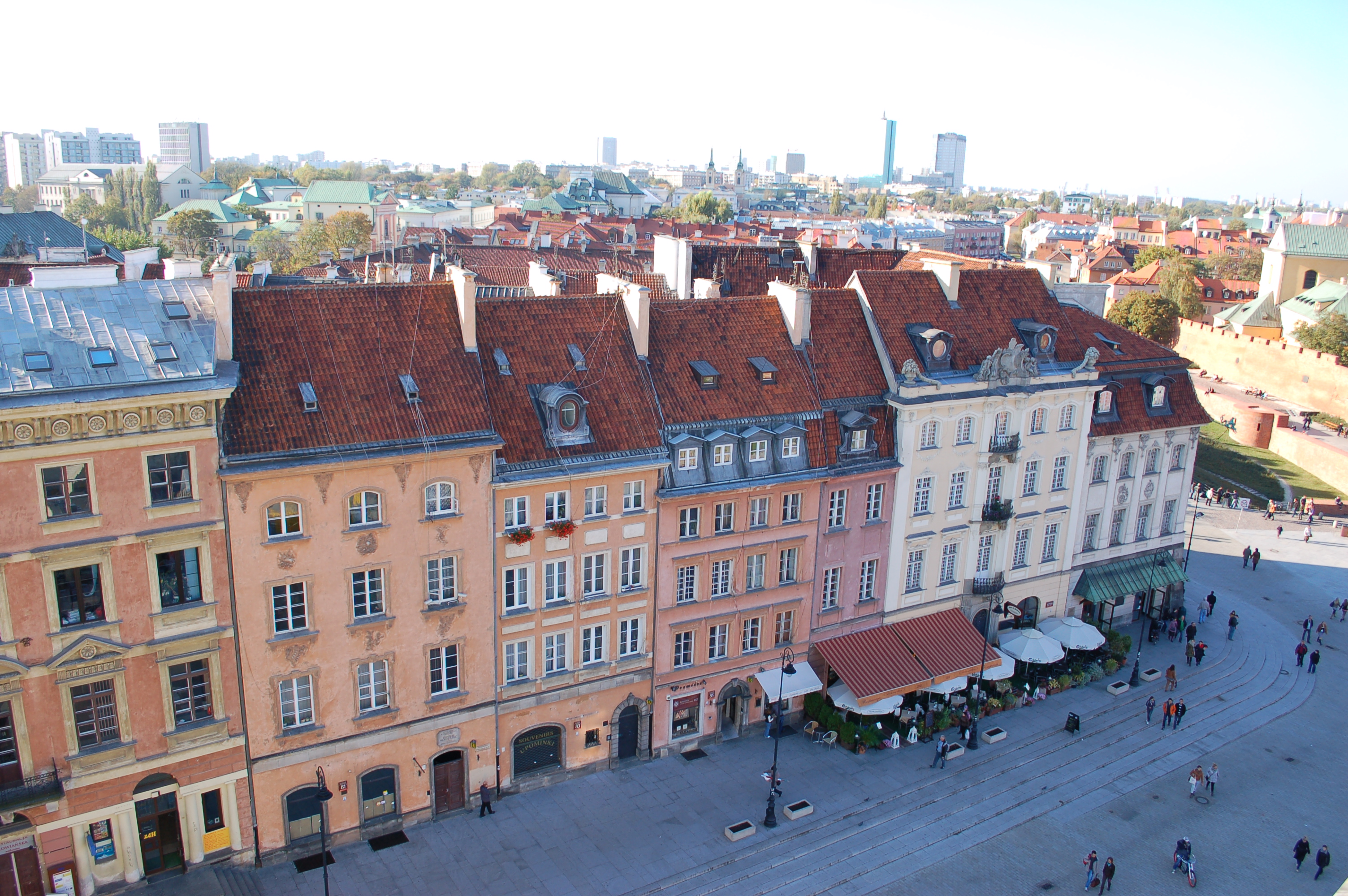
Blick vom Glockenturm der gegenüberliegenden Anna-Kirche auf das Gebäudeensemble an der Westseite zu Beginn des Königswegs

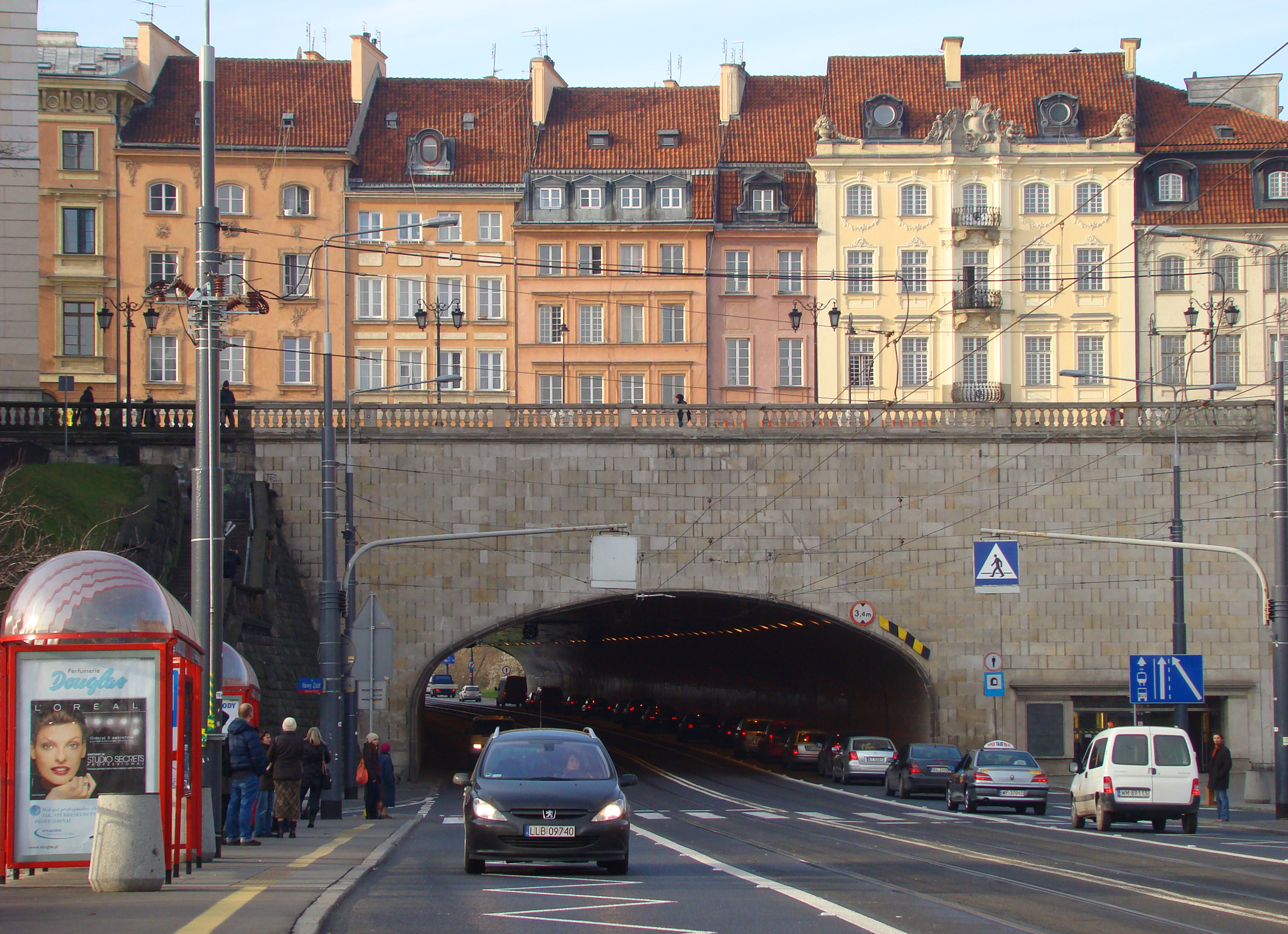
Blick auf die Gebäudegruppe von der Trasa W-Z aus, die hier – aus Osten kommend – in den Nachkriegstunnel unter den Schlossplatz mündet

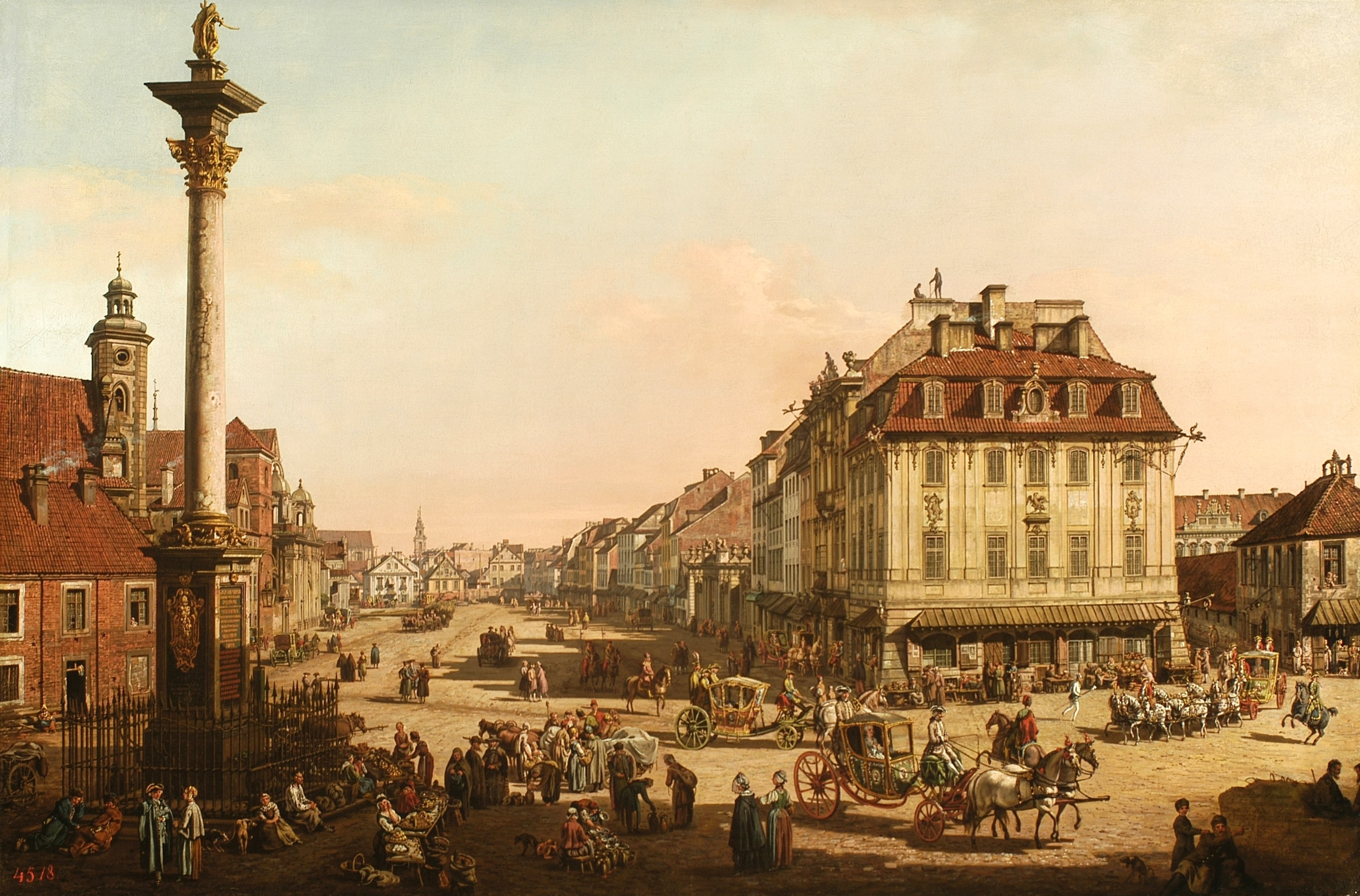
Ansicht des Ensembles auf einem Gemälde von Bernardo Bellotto (Titel: Krakowskie Przedmieście od strony Bramy Krakowskiej) etwa aus dem Jahr 1768. Frontal das John-Haus, dahinter links ist das Prażmowski-Gebäude (mit den beiden Schornsteinfegern) erkennbar

Das Prażmowski-Palais (auch als Leszczyński-, Rautenstrauch-, Dobrycz- oder Pastorius-Palais bzw. Mietshaus bezeichnet; polnisch: Pałac bzw. Kamienica Prażmowskich, Leszczyńskich, Rautenstrauchów, Dobrycza oder Joachima Pastoriusa) ist ein heute spätbarockes Stadtpalais aus dem 17. Jahrhundert, welches sich am Beginn des historischen Königswegs im Warschauer Innenstadtdistrikt befindet. Das Objekt liegt damit am Warschauer Schlossplatz und hat die Adresse Ulica Krakowskie Przedmieście 87. Der rückwärtige Flügel liegt an der Ulica Senatorska.

## Geschichte
In der Mitte des 17. Jahrhunderts gehörte das Grundstück dem Warschauer Richter K. Walter. Von 1660 bis 1667 wurde hier für den Hofarzt des Königs Johann II. Kasimir, Joachim Pastorius, ein dreigeschossiges Gebäude im Barockstil errichtet. Dieses Gebäude hatte zur Krakowskie Przedmieście vier Fensterachsen. Kurz darauf erwarb Mikołaj Prażmowski das Objekt.

### Umbau unter den Leszczyńskis
Mitte des 18. Jahrhunderts übernahm die Magnatenfamilie Leszczyński die Residenz. Unter ihnen baute Giacomo Fontana etwa von 1754 bis 1770 das Gebäude komplett um. Es wurde um eine Etage aufgestockt, die Frontfassade erhielt eine fünfte Fensterachse und wurde nun in einem spätbarocken Stil mit Rokokoelementen gestaltet. Vermutlich in der Umbauphase entstand auch der an der Senatorska liegende rückwärtige Flügel, der jedenfalls 1795 eine neue Fassadendekoration (ebenfalls im Stil des Rokoko) erhielt.
Nachdem kurze Zeit die Familie Rautenstrauch Eigentümer war, gehörte der Palast seit 1804 dem Kaufmann Dobrycz.

### Zweiter Weltkrieg und Nachkriegszeit
Das Gebäude wurde während des Warschauer Aufstandes im Jahr 1944 teilweise zerstört. Verbliebene Reste wurden direkt nach dem Krieg abgetragen, da unter dem Gebäude der Tunnel der neu trassierten Ost-West-Verbindung Trasa W-Z gebaut wurde. In den Jahren 1948 und 1949 wurde das Haus mit seinem Aussehen aus dem späten achtzehnten Jahrhundert auf Basis eines Entwurfs von Zygmunt Stępiński auf der Tunneldecke wiedererrichtet. Das Gebäudeensemble besteht heute aus dem Haupthaus zur Krakowskie Przedmieście, einem Seitenflügel entlang des benachbarten John-Hauses und einem rückwärtigen Flügel entlang der Ulica Senatorska. Die Fassade zur Krakowskie Przedmieście ist spätbarock, die mit sieben Fensterachsen versehene Fassade zur Senatorska klassizistisch gestaltet. Im Inneren wurde das Ensemble mit dem John-Haus verbunden. Von 2002 bis 2003 wurde es umfangreich saniert. Heute befindet sich im als „Dom Literatury“ bezeichneten Gebäude der Sitz des Verbandes der Polnischen Schriftsteller (polnisch: Związek Literatów Polskich) und das an der Krakowskie Przedmieście gelegene Restaurant „Literatka“.